# 다카라즈카 가극단 55기생
다카라즈카 가극든 55기생은 1967년에 다카라즈카 음악학교에 입학하여, 1969년 졸업하고 다카라즈카 가극단에 입단. 「실크로드」로 초무대를 밟은 60명을 가리킨다.

## 일람
| 예명            | 생일      | 출신지                     | 출신 학교                        | 예명의 유래                                                                     | 애칭               | 역할 | 퇴단년도 | 비고                                            |
| --------------- | --------- | -------------------------- | -------------------------------- | ------------------------------------------------------------------------------- | ------------------ | ---- | -------- | ----------------------------------------------- |
| 愛みちる        | 2월 22일  | 효고현                     | 고베야마테고등학교               |                                                                                 | 셋짱               |      | 1974년   |                                                 |
| 아이 미치루     | 2월 22일  | 효고현                     | 고베야마테고등학교               |                                                                                 | 셋짱               |      | 1974년   |                                                 |
| 麻路まりこ      | 12월 24일 | 교토부 교토시              | 야사카중학교                     |                                                                                 | 카오루짱           |      | 1975년   |                                                 |
| 아사지 마리코   | 12월 24일 | 교토부 교토시              | 야사카중학교                     |                                                                                 | 카오루짱           |      | 1975년   |                                                 |
| 有明淳          | 10월 8일  | 도쿄도 츄오구              | 릿쿄죠가쿠인                     | 아리아케해처럼 넓고 크게 따듯한 인간이 될 수 있도록                             | 니타               | 남역 | 1986년   |                                                 |
| 아리아케 준     | 10월 8일  | 도쿄도 츄오구              | 릿쿄죠가쿠인                     | 아리아케해처럼 넓고 크게 따듯한 인간이 될 수 있도록                             | 니타               | 남역 | 1986년   |                                                 |
| 郁まさと        | 7월 11일  | 오사카부                   | 센진고등학교                     |                                                                                 | 마리짱             | 남역 | 1975년   |                                                 |
| 이쿠 마사토     | 7월 11일  | 오사카부                   | 센진고등학교                     |                                                                                 | 마리짱             | 남역 | 1975년   |                                                 |
| 一条ひかる      | 8월 21일  | 도쿄도 키타구              | 시무라고등학교                   | 외곬으로 빛나도록                                                               | 하세               | 남역 | 1979년   |                                                 |
| 이치죠 히카리   | 8월 21일  | 도쿄도 키타구              | 시무라고등학교                   | 외곬으로 빛나도록                                                               | 하세               | 남역 | 1979년   |                                                 |
| 岡路京          | 11월 25일 | 도쿄도                     | 토호가쿠엔고등학교               |                                                                                 | 쿄짱               |      | 1971년   |                                                 |
| 오카지 쿄       | 11월 25일 | 도쿄도                     | 토호가쿠엔고등학교               |                                                                                 | 쿄짱               |      | 1971년   |                                                 |
| 風美圭          | 9월 20일  | 도쿄도                     | 공립죠시가쿠엔고등학교           | 바람이 상쾌하고 아름답게                                                        | 로코               |      | 1981년   |                                                 |
| 카자미 케이     | 9월 20일  | 도쿄도                     | 공립죠시가쿠엔고등학교           | 바람이 상쾌하고 아름답게                                                        | 로코               |      | 1981년   |                                                 |
| 和みちる        | 3월 20일  | 오사카부                   | 미노오고등학교                   | 「화(和)」는 부드럽고 인정 있으라고, 수가 차서 한 걸음 한 걸음 전진할 수 있도록 | 카-코              |      | 1975년   |                                                 |
| 카즈 미치요     | 3월 20일  | 오사카부                   | 미노오고등학교                   | 「화(和)」는 부드럽고 인정 있으라고, 수가 차서 한 걸음 한 걸음 전진할 수 있도록 | 카-코              |      | 1975년   |                                                 |
| 清里友香        | 4월 4일   | 도쿄도                     | 후시미고등학교                   |                                                                                 | 잇치, 잇짱         |      | 1972년   |                                                 |
| 키요사토 유카   | 4월 4일   | 도쿄도                     | 후시미고등학교                   |                                                                                 | 잇치, 잇짱         |      | 1972년   |                                                 |
| 霧里やよい      | 3월 26일  | 도쿄도                     | 메이쇼고등학교                   |                                                                                 | 야요이짱, 오시바짱 |      | 1971년   |                                                 |
| 키리사토 야요이 | 3월 26일  | 도쿄도                     | 메이쇼고등학교                   |                                                                                 | 야요이짱, 오시바짱 |      | 1971년   |                                                 |
| 紅多香子        | 11월 10일 | 오사카부                   | 시텐노지가쿠엔                   |                                                                                 | 타카               |      | 1970년   |                                                 |
| 쿠레나이 타카코 | 11월 10일 | 오사카부                   | 시텐노지가쿠엔                   |                                                                                 | 타카               |      | 1970년   |                                                 |
| 幸木三果        | 8월 21일  | 아키타현                   | 나카노제10중학교                 | 행복의 나무에 세가지 과실이 날 수 있도록                                        |                    |      | 1973년   |                                                 |
| 코키 미카       | 8월 21일  | 아키타현                   | 나카노제10중학교                 | 행복의 나무에 세가지 과실이 날 수 있도록                                        |                    |      | 1973년   |                                                 |
| 小柳真里        | 7월 12일  | 니이가타현                 | 코오세이가쿠엔고등학교           |                                                                                 | 얏짱               |      | 1970년   |                                                 |
| 코야나기 마리   | 7월 12일  | 니이가타현                 | 코오세이가쿠엔고등학교           |                                                                                 | 얏짱               |      | 1970년   |                                                 |
| 沙霧美耶        | 3월 24일  | 효고현                     | 아이토쿠가쿠엔                   | 문부성 창가 「겨율 풍경 (冬景色)」                                              | 쿠미코             |      | 1972년   | 배우, 샹송가수                                  |
| 사기리 미나     | 3월 24일  | 효고현                     | 아이토쿠가쿠엔                   | 문부성 창가 「겨율 풍경 (冬景色)」                                              | 쿠미코             |      | 1972년   | 배우, 샹송가수                                  |
| 紫麻かりな      |           |                            |                                  |                                                                                 |                    |      | 1969년   |                                                 |
| 시마 카리나     |           |                            |                                  |                                                                                 |                    |      | 1969년   |                                                 |
| 上代有紀        | 7월 17일  | 도쿄도                     | 도쿄도립후카자와고등학교         |                                                                                 | 네코               |      | 1973년   |                                                 |
| 죠다이 유키     | 7월 17일  | 도쿄도                     | 도쿄도립후카자와고등학교         |                                                                                 | 네코               |      | 1973년   |                                                 |
| 白たまき        | 10월 11일 | 오사카부                   | 바이카가쿠엔고등학교             |                                                                                 | 스-피-짱           |      | 1970년   |                                                 |
| 시로 타마키     | 10월 11일 | 오사카부                   | 바이카가쿠엔고등학교             |                                                                                 | 스-피-짱           |      | 1970년   |                                                 |
| 寿々れい子      | 6월 3일   | 토치기현 우츠뇌야시        | 가쿠슈인 여자고등과              |                                                                                 | 키미짱             |      | 1988년   |                                                 |
| 스즈 레이코     | 6월 3일   | 토치기현 우츠뇌야시        | 가쿠슈인 여자고등과              |                                                                                 | 키미짱             |      | 1988년   |                                                 |
| 大湖かつら      | 7월 31일  | 효고현 니시노미야시        | 하마와키중학교                   | 본명                                                                            | 다이고             |      | 1979년   |                                                 |
| 다이고 카츠라   | 7월 31일  | 효고현 니시노미야시        | 하마와키중학교                   | 본명                                                                            | 다이고             |      | 1979년   |                                                 |
| 滝のぼる        | 4월 23일  | 효고현                     | 아시야죠시가쿠엔고등학교         |                                                                                 | 카즈, 케-짱        |      | 1971년   |                                                 |
| 타키 노보루     | 4월 23일  | 효고현                     | 아시야죠시가쿠엔고등학교         |                                                                                 | 카즈, 케-짱        |      | 1971년   |                                                 |
| 橘さつき        | 12월 20일 | 효고현                     | 고베야마테고등학교               | 만요슈                                                                          | 요-코              |      | 1973년   |                                                 |
| 타치바나 사츠키 | 12월 20일 | 효고현                     | 고베야마테고등학교               | 만요슈                                                                          | 요-코              |      | 1973년   |                                                 |
| 辰見今日子      | 7월 19일  | 도쿄도                     | 미와타가쿠엔                     |                                                                                 | 우가이             |      | 1971년   |                                                 |
| 타츠미 쿄코     | 7월 19일  | 도쿄도                     | 미와타가쿠엔                     |                                                                                 | 우가이             |      | 1971년   |                                                 |
| 団美佐緒        | 10월 13일 | 도쿄도                     | 다이토가쿠엔고등학교             |                                                                                 | 마리짱             |      | 1971년   |                                                 |
| 단 미사오       | 10월 13일 | 도쿄도                     | 다이토가쿠엔고등학교             |                                                                                 | 마리짱             |      | 1971년   |                                                 |
| 月城千晴        | 1월 30일  | 교토부 교토시 나카교구     | 도다중학교                       |                                                                                 | 카오루짱           |      | 1981년   |                                                 |
| 츠키시로 치하루 | 1월 30일  | 교토부 교토시 나카교구     | 도다중학교                       |                                                                                 | 카오루짱           |      | 1981년   |                                                 |
| 登流栄          | 9월 16일  | 미야자키현                 | 아시하라여자고등학교             |                                                                                 | 카타코, 야스코     |      | 1972년   | 동생 토류 미치 (57)                             |
| 토류 사카에     | 9월 16일  | 미야자키현                 | 아시하라여자고등학교             |                                                                                 | 카타코, 야스코     |      | 1972년   | 동생 토류 미치 (57)                             |
| 長月ひかる      | 3월 10일  | 오사카부                   | 하고로모가쿠엔                   |                                                                                 | 릿짱               |      | 1976년   | 언니 나가즈키 미치루 (55)                       |
| 나가즈키 히카루 | 3월 10일  | 오사카부                   | 하고로모가쿠엔                   |                                                                                 | 릿짱               |      | 1976년   | 언니 나가즈키 미치루 (55)                       |
| 長月みちる      | 8월 2일   | 오사카부                   | 하고로모가쿠엔고등학교           |                                                                                 | 낫짱, 나리짱       |      | 1971년   | 동생 나가즈키 히카루 (55)                       |
| 나가즈키 미치루 | 8월 2일   | 오사카부                   | 하고로모가쿠엔고등학교           |                                                                                 | 낫짱, 나리짱       |      | 1971년   | 동생 나가즈키 히카루 (55)                       |
| 渚かほる        | 2월 9일   | 효고현                     | 코료중학교                       |                                                                                 | 키리코, 오키리     |      | 1970년   | 언니 우시오 요코 (47) 언니 오오토리 미치요 (53) |
| 나기사 카오루   | 2월 9일   | 효고현                     | 코료중학교                       |                                                                                 | 키리코, 오키리     |      | 1970년   | 언니 우시오 요코 (47) 언니 오오토리 미치요 (53) |
| 捺光路          | 12월 2일  | 미야기현                   | 쇼케이죠가쿠인고등학교           |                                                                                 | ヌイちゃん         |      | 1971년   |                                                 |
| 나츠 코지       | 12월 2일  | 미야기현                   | 쇼케이죠가쿠인고등학교           |                                                                                 | ヌイちゃん         |      | 1971년   |                                                 |
| 南海わたり      | 1월 16일  | 오사카부 오사카시 아베노구 | 스미요시가쿠엔                   | 좋아하는 바다                                                                   | 굿피-              |      | 1975년   |                                                 |
| 나미 와타리     | 1월 16일  | 오사카부 오사카시 아베노구 | 스미요시가쿠엔                   | 좋아하는 바다                                                                   | 굿피-              |      | 1975년   |                                                 |
| 新草萌          | 5월 5일   | 이바라키현                 | 시모다테제2고등학교              | 만요슈                                                                          | 마이로             |      | 1972년   |                                                 |
| 니이구사 모에   | 5월 5일   | 이바라키현                 | 시모다테제2고등학교              | 만요슈                                                                          | 마이로             |      | 1972년   |                                                 |
| 花の井勢津      | 8월 4일   | 오카야마현                 | 오카야마현립이하라고등학교       |                                                                                 | 핑크짱             |      | 1969년   |                                                 |
| 하나노이 세츠   | 8월 4일   | 오카야마현                 | 오카야마현립이하라고등학교       |                                                                                 | 핑크짱             |      | 1969년   |                                                 |
| 原亜由美        | 11월 2일  | 카가와현                   | 우에노가쿠엔고등학교             |                                                                                 | 마리코             |      | 1971년   | 수석졸업                                        |
| 하라 아유미     | 11월 2일  | 카가와현                   | 우에노가쿠엔고등학교             |                                                                                 | 마리코             |      | 1971년   | 수석졸업                                        |
| 聖磨弥          | 6월 16일  | 도쿄도                     | 준신죠시가쿠엔                   |                                                                                 | 마야               |      | 1973년   |                                                 |
| 히지리 마야     | 6월 16일  | 도쿄도                     | 준신죠시가쿠엔                   |                                                                                 | 마야               |      | 1973년   |                                                 |
| 日月三禮        | 5월 2일   | 도쿄도                     | 호센가쿠엔고등학교               |                                                                                 | 미레               |      | 1970년   | 엄마 모모조노 유미카 (21)                       |
| 히즈키 미레이   | 5월 2일   | 도쿄도                     | 호센가쿠엔고등학교               |                                                                                 | 미레               |      | 1970년   | 엄마 모모조노 유미카 (21)                       |
| 日本一美        | 11월 18일 | 미에현 이세시              | 이세고등학교                     | 출신지 이세가 히노모토 (ひのもと)                                               |                    | 남역 | 1971년   |                                                 |
| 히모토 카즈미   | 11월 18일 | 미에현 이세시              | 이세고등학교                     | 출신지 이세가 히노모토 (ひのもと)                                               |                    | 남역 | 1971년   |                                                 |
| 洋ゆたか        | 9월 28일  | 기후현                     | 아마가사키시립히가시고등학교     | 태평양처럼 넓고 풍부하게 성장할수있도록                                         | 토치               | 남역 | 1985년   | 히로 유리 (洋ゆり)로 개명                       |
| 히로 유타카     | 9월 28일  | 기후현                     | 아마가사키시립히가시고등학교     | 태평양처럼 넓고 풍부하게 성장할수있도록                                         | 토치               | 남역 | 1985년   | 히로 유리 (洋ゆり)로 개명                       |
| 藤城潤          | 4월 10일  | 효고현 고베시              | 슈쿠가와가쿠인                   | 본명                                                                            | 준코               | 남역 | 1982년   |                                                 |
| 후지시로 준     | 4월 10일  | 효고현 고베시              | 슈쿠가와가쿠인                   | 본명                                                                            | 준코               | 남역 | 1982년   |                                                 |
| 星奈佐和子      | 10월 21일 | 효고현 고베시              | 무코가와가쿠인고등학교           |                                                                                 | 와코짱             |      | 1981년   | 샹송가수                                        |
| 호시나 사와코   | 10월 21일 | 효고현 고베시              | 무코가와가쿠인고등학교           |                                                                                 | 와코짱             |      | 1981년   | 샹송가수                                        |
| 穂高みのる      | 1월 1일   | 도쿄도                     | 아마가사키시립아마가사키고등학교 | 어머니의 고향에서 따옴                                                          |                    |      | 1971년   |                                                 |
| 호타카 미노루   | 1월 1일   | 도쿄도                     | 아마가사키시립아마가사키고등학교 | 어머니의 고향에서 따옴                                                          |                    |      | 1971년   |                                                 |
| 舞小雪          | 3월 27일  | 아오모리현 히가시츠가루군  | 아오야마츄오고등학교             | 북쪽의 지역의 작은 눈이, 바람에 흩날려 춤추다                                   | 핫코               | 여역 | 1980년   | 배우                                            |
| 마이 코유키     | 3월 27일  | 아오모리현 히가시츠가루군  | 아오야마츄오고등학교             | 북쪽의 지역의 작은 눈이, 바람에 흩날려 춤추다                                   | 핫코               | 여역 | 1980년   | 배우                                            |
| 麻木香里        | 11월 16일 | 아오모리현                 | 야스카타중학교                   |                                                                                 | 사요               |      | 1970년   |                                                 |
| 마키 카오리     | 11월 16일 | 아오모리현                 | 야스카타중학교                   |                                                                                 | 사요               |      | 1970년   |                                                 |
| 真船ゆたか      | 9월 21일  | 도쿄도 키타구              | 토이타여자고등학교               |                                                                                 | 요코짱             |      | 1977년   |                                                 |
| 마후네 유타카   | 9월 21일  | 도쿄도 키타구              | 토이타여자고등학교               |                                                                                 | 요코짱             |      | 1977년   |                                                 |
| 黛あきら        | 12월 21일 | 오사카부                   | 바이카가쿠엔                     |                                                                                 | 에미짱, 에미탄     |      | 1972년   |                                                 |
| 마유즈미 아키라 | 12월 21일 | 오사카부                   | 바이카가쿠엔                     |                                                                                 | 에미짱, 에미탄     |      | 1972년   |                                                 |
| 美影淳          | 11월 20일 | 히로시마현                 | 스즈미네고등학교                 | 선조의 이름                                                                     | 쿠라               |      | 1971년   |                                                 |
| 미카게 준       | 11월 20일 | 히로시마현                 | 스즈미네고등학교                 | 선조의 이름                                                                     | 쿠라               |      | 1971년   |                                                 |
| 水乃亮          | 8월 11일  | 도쿄도 타이토구            | 공립죠시가쿠엔                   | 시마이(仕舞)의 가운데                                                           | 마츠코             |      | 1980년   |                                                 |
| 미즈노 료       | 8월 11일  | 도쿄도 타이토구            | 공립죠시가쿠엔                   | 시마이(仕舞)의 가운데                                                           | 마츠코             |      | 1980년   |                                                 |
| 美園ゆり        | 12월 5일  | 효고현                     | 효고고등학교                     | 본명과 관련                                                                     | 미코짱             |      | 1972년   |                                                 |
| 미소노 유리     | 12월 5일  | 효고현                     | 효고고등학교                     | 본명과 관련                                                                     | 미코짱             |      | 1972년   |                                                 |
| 美波豊          | 6월 28일  | 효고현 니시노미야시        | 오사카부립사쿠라즈카고등학교     |                                                                                 | 마-짱              |      | 1976년   |                                                 |
| 미나미 유타카   | 6월 28일  | 효고현 니시노미야시        | 오사카부립사쿠라즈카고등학교     |                                                                                 | 마-짱              |      | 1976년   |                                                 |
| 峰一稀          | 2월 24일  | 도쿄도                     | 짓센죠시가쿠엔                   |                                                                                 | 케이짱             |      | 1970년   |                                                 |
| 미네 카즈키     | 2월 24일  | 도쿄도                     | 짓센죠시가쿠엔                   |                                                                                 | 케이짱             |      | 1970년   |                                                 |
| 美矢かおる      | 2월 26일  | 도쿄도                     | 오오츠고등학교                   |                                                                                 | 못짱, 치-짱        |      | 1972년   | 딸 아야 미즈키 (87)                             |
| 미야 카오루     | 2월 26일  | 도쿄도                     | 오오츠고등학교                   |                                                                                 | 못짱, 치-짱        |      | 1972년   | 딸 아야 미즈키 (87)                             |
| 森景かつら      | 4월 19일  | 도쿄도                     | 쥬몬지가쿠엔고등학교             |                                                                                 | 마코               |      | 1973년   |                                                 |
| 모리카게 카츠라 | 4월 19일  | 도쿄도                     | 쥬몬지가쿠엔고등학교             |                                                                                 | 마코               |      | 1973년   |                                                 |
| 八雲朱美        | 11월 24일 | 효고현 고베시              | 아시야가쿠엔                     | 본적지                                                                          | 타니코             |      | 1981년   | 야쿠모 아케미 (八雲あけみ)로 개명               |
| 야쿠모 아케미   | 11월 24일 | 효고현 고베시              | 아시야가쿠엔                     | 본적지                                                                          | 타니코             |      | 1981년   | 야쿠모 아케미 (八雲あけみ)로 개명               |
| 倭なつき        | 9월 10일  | 도쿄도                     | 도쿄카세이가쿠인고등학교         |                                                                                 | 히로미짱           |      | 1972년   |                                                 |
| 야마토 나츠키   | 9월 10일  | 도쿄도                     | 도쿄카세이가쿠인고등학교         |                                                                                 | 히로미짱           |      | 1972년   |                                                 |
| 有花みゆ紀      | 4월 12일  | 오사카부 오사카시          | 바이카가쿠엔                     |                                                                                 | 윳코짱             | 여역 | 1975년   |                                                 |
| 유카 미유키     | 4월 12일  | 오사카부 오사카시          | 바이카가쿠엔                     |                                                                                 | 윳코짱             | 여역 | 1975년   |                                                 |
| 弓たかし        | 12월 20일 | 효고현 고베시              | 세이토쿠가쿠엔                   |                                                                                 | 맛짱, 스즈코       |      | 1976년   |                                                 |
| 유미 타카시     | 12월 20일 | 효고현 고베시              | 세이토쿠가쿠엔                   |                                                                                 | 맛짱, 스즈코       |      | 1976년   |                                                 |
| 美笛みつる      | 11월 4일  | 오사카부                   | 오사카부립키타노고등학교         |                                                                                 | 논짱               |      | 1971년   | 딸 마타케 스구루 (80)                           |
| 요시부에 미츠루 | 11월 4일  | 오사카부                   | 오사카부립키타노고등학교         |                                                                                 | 논짱               |      | 1971년   | 딸 마타케 스구루 (80)                           |
| 麗莉            | 5월 15일  | 타이완 타이베이시          | 타이베이현 담강중학교            |                                                                                 | 아코짱             |      | 1972년   |                                                 |
| 리이 리이       | 5월 15일  | 타이완 타이베이시          | 타이베이현 담강중학교            |                                                                                 | 아코짱             |      | 1972년   |                                                 |
| 和歌いのり      | 6월 10일  | 시가현                     | 바이카가쿠엔                     |                                                                                 | 이노상             |      | 1971년   |                                                 |
| 와카 이노리     | 6월 10일  | 시가현                     | 바이카가쿠엔                     |                                                                                 | 이노상             |      | 1971년   |                                                 |
| 渡啓子          | 8월 30일  | 효고현                     | 무코가와가쿠인                   | 발레의 예명                                                                     | 케이코             |      | 1970년   | 엄마 미사키 사요코 (28)                         |
| 와타리 케이코   | 8월 30일  | 효고현                     | 무코가와가쿠인                   | 발레의 예명                                                                     | 케이코             |      | 1970년   | 엄마 미사키 사요코 (28)                         |
| 渉千尋          | 5월 15일  | 도쿄도                     | 카나가와고등학교                 | 끝을 모르는 광할한 바다, 그 바다를 크게 활발하게 돌며 걷듯이                    |                    |      | 1974년   |                                                 |
| 와타리 치히로   | 5월 15일  | 도쿄도                     | 카나가와고등학교                 | 끝을 모르는 광할한 바다, 그 바다를 크게 활발하게 돌며 걷듯이                    |                    |      | 1974년   |                                                 |